# Sympetrum infuscatum
Sympetrum infuscatum là loài chuồn chuồn trong họ Libellulidae. Loài này được Selys mô tả khoa học đầu tiên năm 1883.

## Hình ảnh

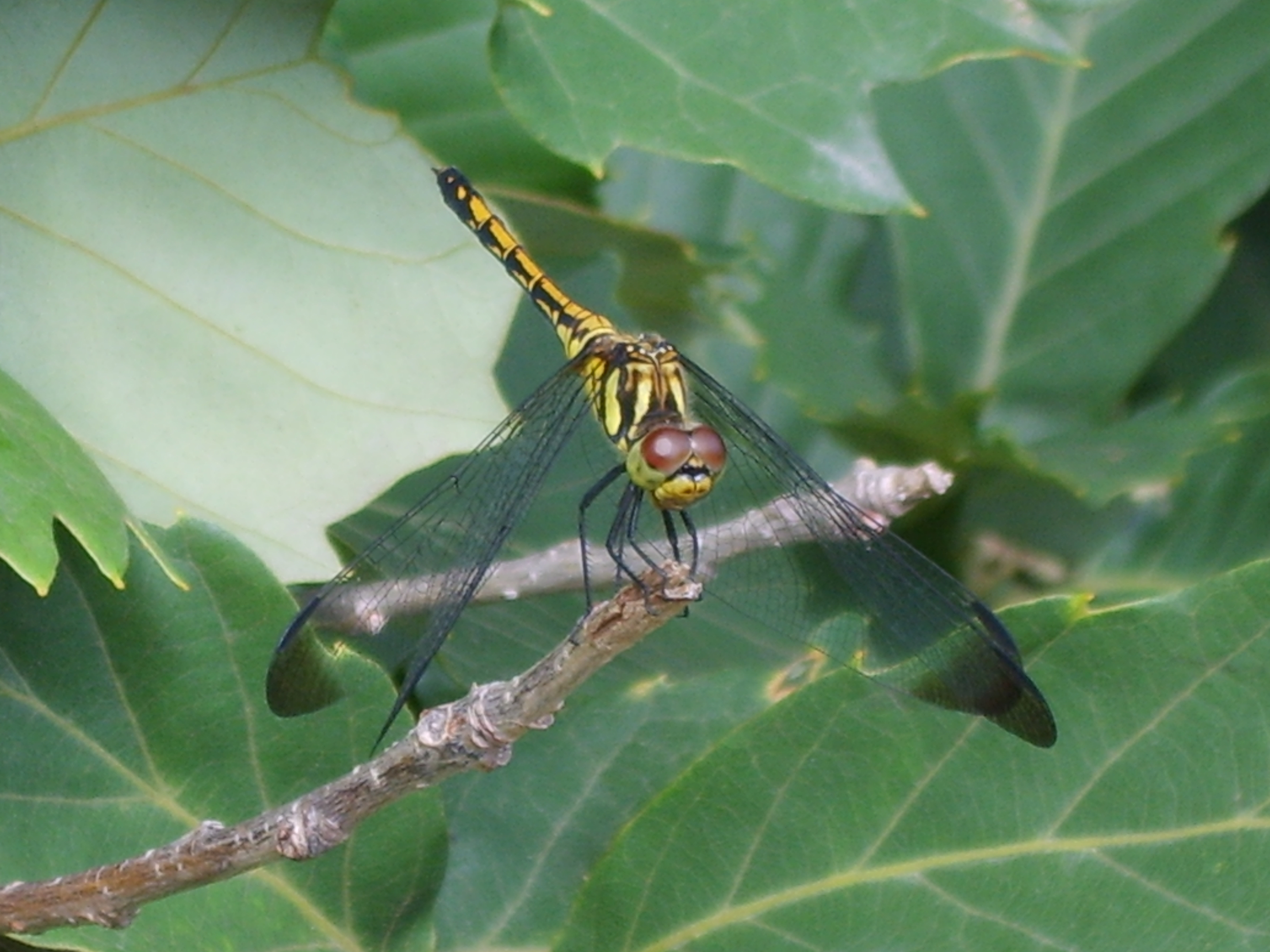
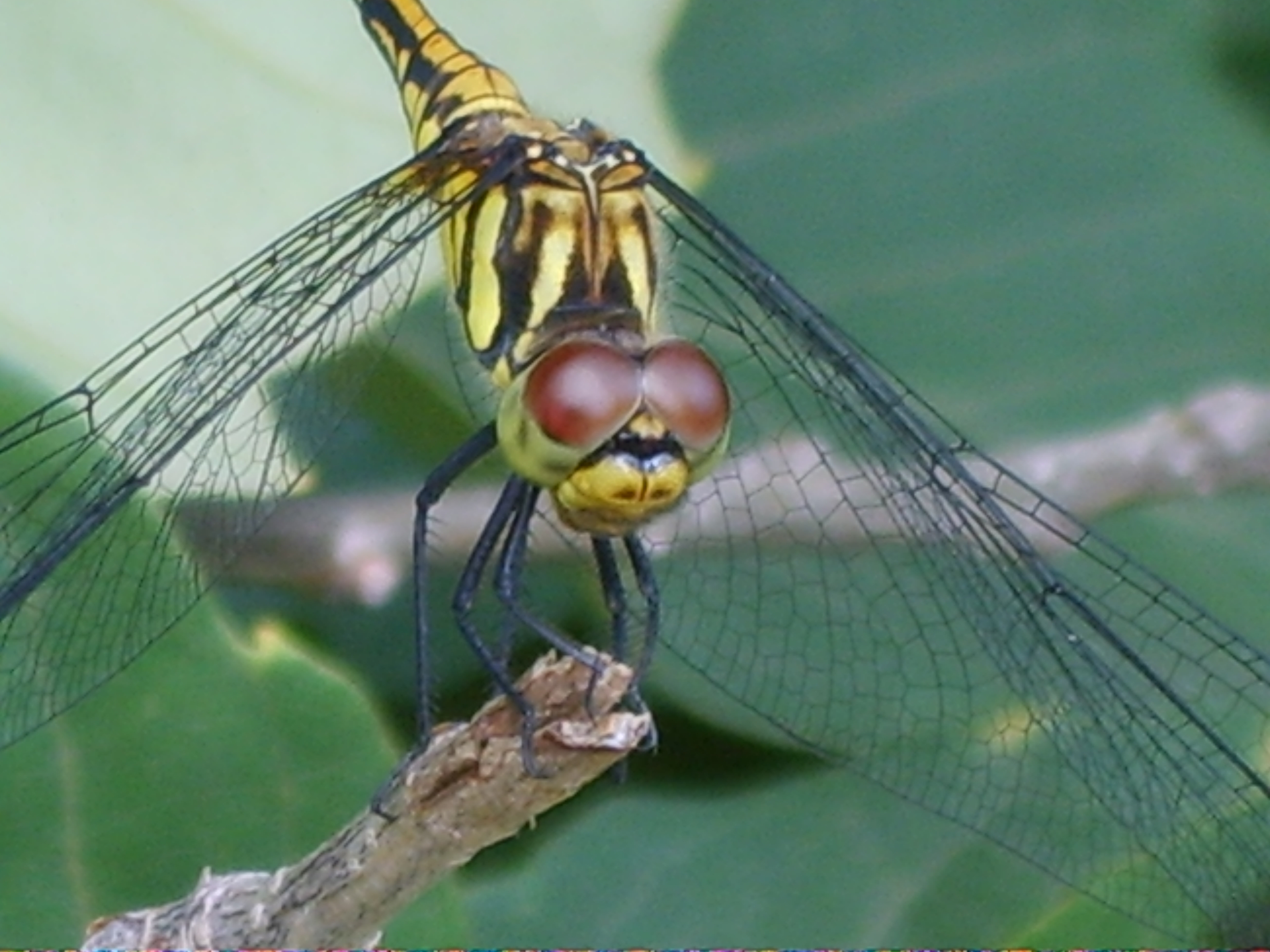
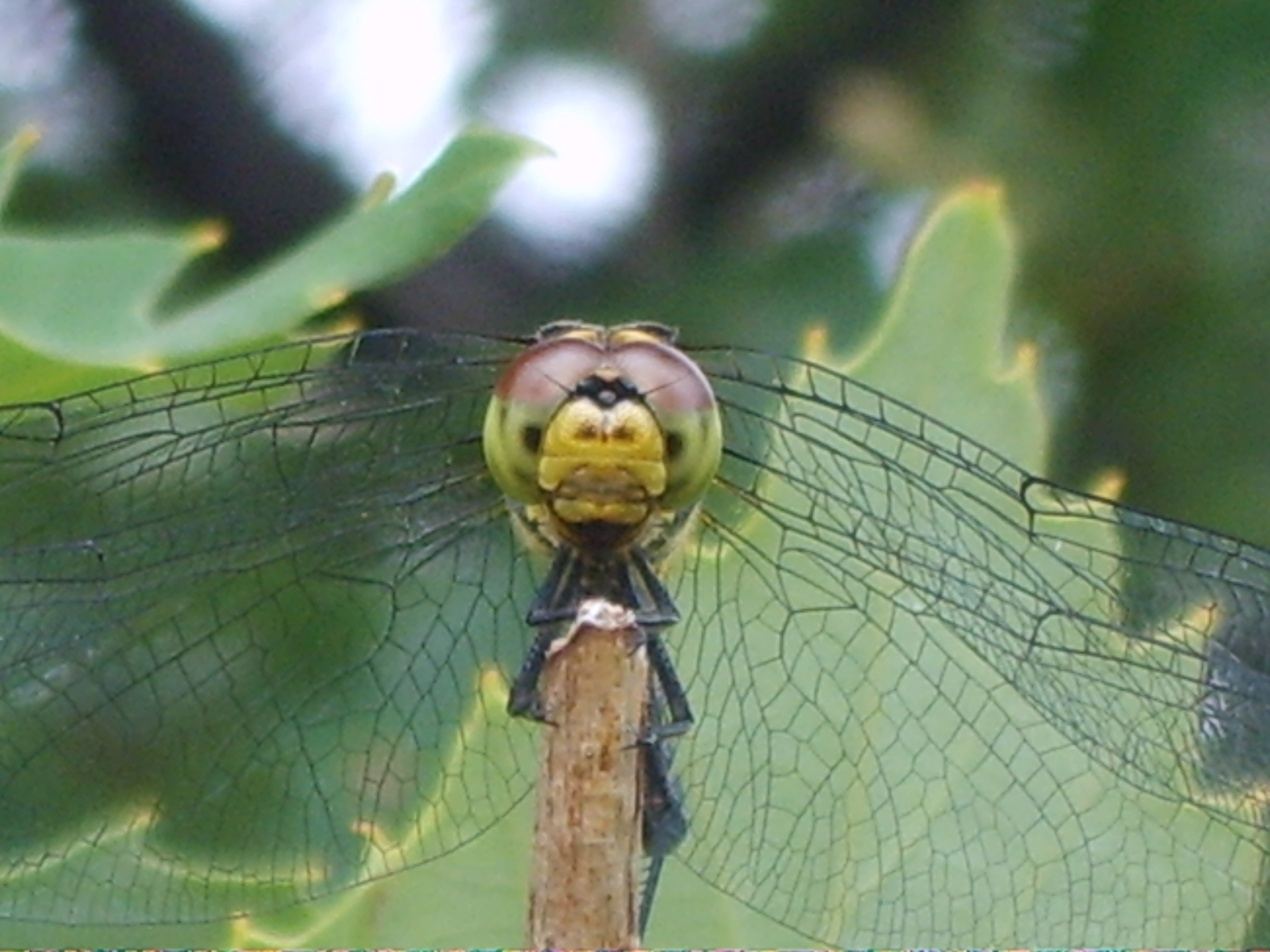
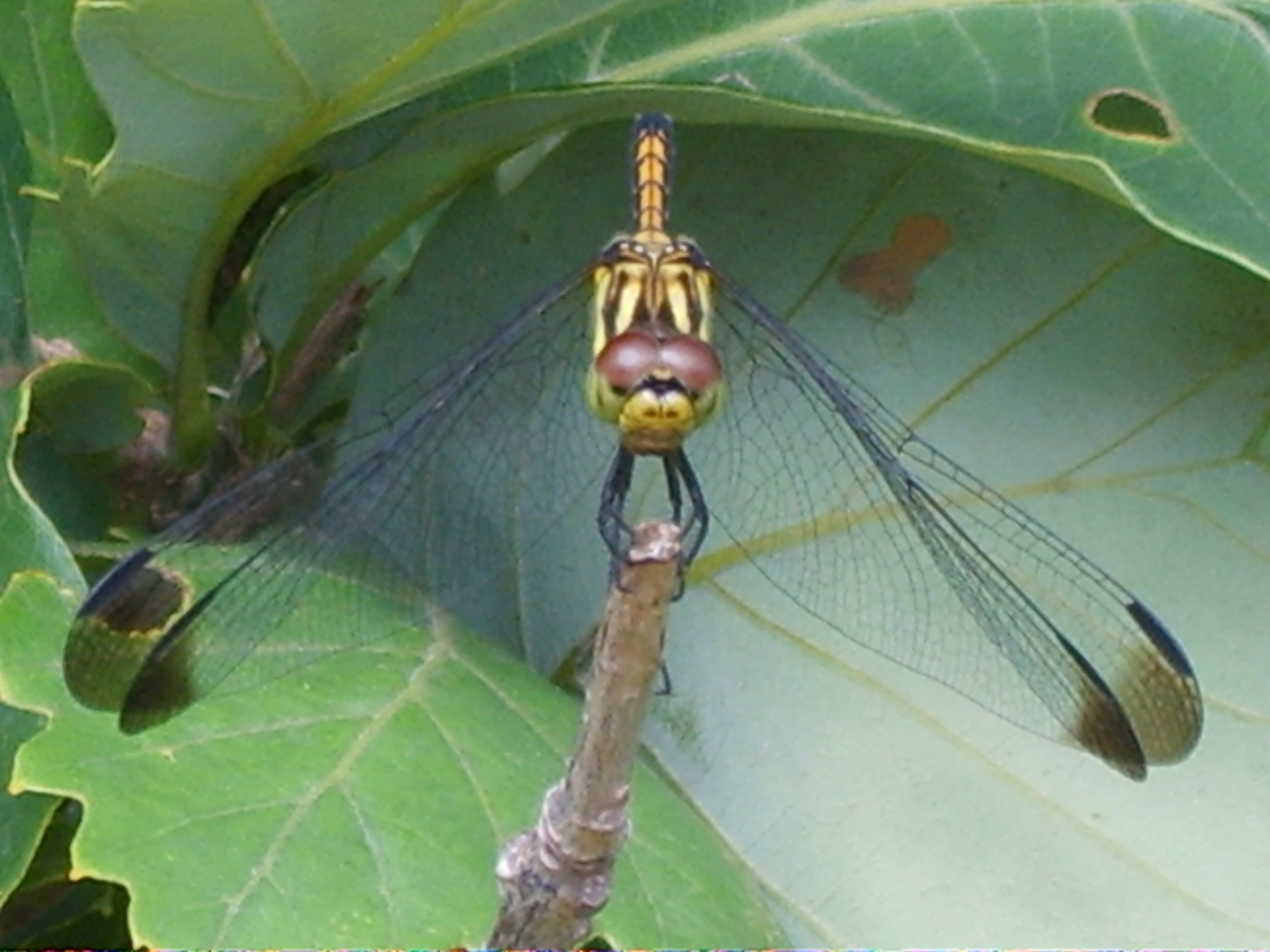